# John Waters

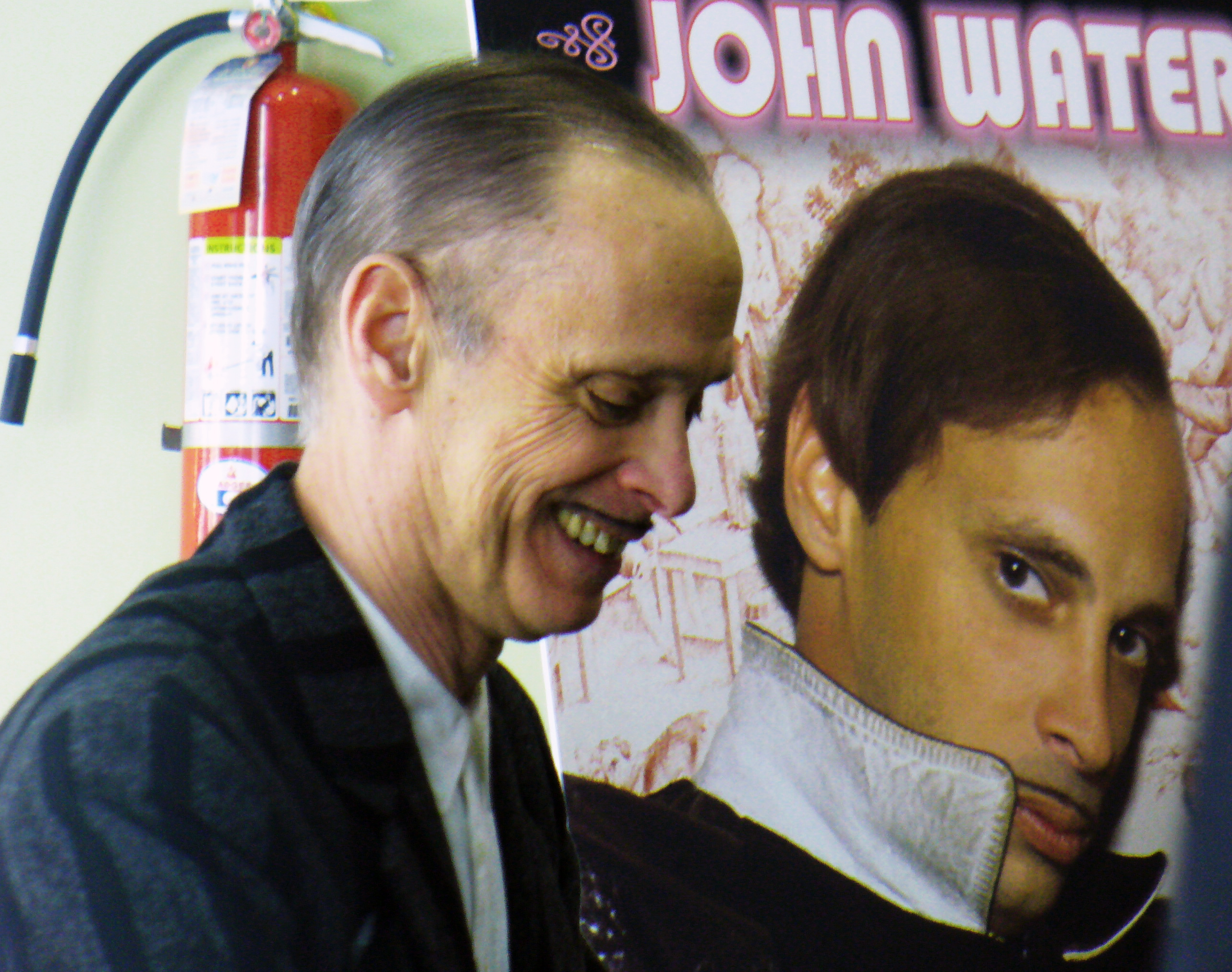
John Waters.

John Samuel Waters, Jr. (Baltimore; 22 de abril de 1946) es un director de cine, actor, escritor y fotógrafo estadounidense. También es profesor de Cine y subcultura en la European Graduate School. Se hizo conocido a principio de los años 1970 por sus transgresoras películas de culto. Es reconocible por el característico y finísimo bigote que luce en homenaje a Little Richard.

## Biografía

### Infancia y juventud
Nació en Baltimore, Maryland, hijo de John Samuel Waters, fabricante de equipos de protección contra el fuego, y de Patricia Ann Waters, de soltera Whitaker.
Creció en Lutherville, un suburbio de Condado de Baltimore. Su amigo de infancia (y posterior musa), Glenn Milstead, más tarde conocido como Divine, también era vecino de este condado. Estudió en la escuela del Calvert Hall College. Al cumplir los dieciséis años recibió un regalo de parte de Stella Whitaker, su abuela materna, que sería definitivo: una cámara de cine.

### Inicios
Su primera película fue Hag in a Black Leather Jacket. Según Waters, el filme se exhibió en una única ocasión en una cafetería de ambiente beatnik de Baltimore.
Fue estudiante en la New York University (NYU) en la ciudad de Nueva York, sin embargo aquello no era lo que él esperaba:
«NYU...Estuve allí como cinco minutos. No sé en qué estaba pensando. Fui a una clase, mantenían una conversación sobre 'el Potemkin' y no era de eso de lo que yo quería hablar. Tuve que ir a ver Olga's House of Shame. Eso era más lo mío.»
En enero de 1966, Waters y unos amigos fueron sorprendidos fumando marihuana en los jardines y fueron expulsados. Waters regresó a Baltimore, donde comenzó a trabajar en su siguiente película Eat Your Makeup (Cómete tu maquillaje), que sería rodada ese mismo año.
Los primeros filmes de John Waters fueron rodados en el área de Baltimore con la participación de muchos actores locales, un grupo de transgresores conocidos como los Dreamlanders. Además de Divine, el grupo incluía a Mink Stole, Cookie Mueller, Edith Massey, David Lochary, Mary Vivían Pearce y otros. Estos filmes tempranos estuvieron entre los primeros distribuidos por New Line Cinema. Generalmente las películas de John Waters son estrenadas en el Senator Theatre de Baltimore y en ocasiones en el Charles Theatre.
Sus primeros trabajos presentaban, bajo una estética marcadamente camp, personajes encantadoramente indecentes en situaciones escandalosas, con la ayuda de unos diálogos exagerados y llenos de excentricidades. Tres clásicos de esta época, Pink Flamingos, Female Trouble, y Desperate Living, forman la Trash Trilogy (Trilogía Basura), que violentó los límites del decoro, lo convencional y, desde luego, la censura cinematográfica. Es particularmente célebre la escena final de Pink Flamingos, añadida al final de la cinta sin aparente continuidad con la trama pero sí con el personaje. Fue rodada en una sola toma sin efectos especiales: un pequeño perro defeca en la calle y Divine se come los excrementos del animal.

### Acercamiento al cine comercial
En 1981 dirige el filme Polyester, protagonizado por Divine en el rol de Francine Fishpaw, una ama de casa con problemas con el alcohol, cuyo interés amoroso se fija en Tod Tomorrow, interpretado por el antiguo ídolo juvenil Tab Hunter. Desde entonces la narración en sus películas dejó de ser tan controvertida acercándose al estilo comercial de los estudios, pero sin perder la marca de autor y el género trash de sus temas y personajes. Así obras como Hairspray, Crybaby o Los asesinatos de mamá conservan la acidez y el mensaje crítico de los primeros tiempos con una notable «mejora» en la producción.
Su película Hairspray, interpretada por Ricki Lake, Divine, Ruth Brown, Sonny Bono y Deborah Harry, se llevó a los escenarios en forma de musical, que se convirtió en un gran éxito de Broadway, llegando a los prestigiosos premios Tony de 2003. El espectáculo de teatro se adaptó a su vez al cine en 2007, con John Travolta en el papel que anteriormente interpretara Divine, Michelle Pfeiffer en el de Debbie Harry y Queen Latifah en el de Ruth Brown y un cameo del propio Waters.
En 2000 rueda con Melanie Griffith y Stephen Dorff Cecil B. Demented, y en 2004 estrena la sátira sexual A Dirty Shame, tan irreverente como alguno de sus primeros trabajos, protagonizada por Tracey Ullman, Johnny Knoxville, Chris Isaak y Selma Blair, convertidos en una suerte de apóstoles de las perversiones sexuales.
Anunció el comienzo del rodaje de su película Fruitcake para enero de 2008.
Aunque posee apartamentos en Nueva York, San Francisco y una casa de veraneo en Provincetown (Massachusetts), Waters todavía mantiene su residencia en su ciudad natal, Baltimore (Maryland), donde rodó sus películas.

### Los «dreamlanders»
Como dreamlanders conocemos a los miembros del equipo habitual, tanto artístico como técnico, que participa en las películas de John Waters. El término deriva del nombre de su productora, Dreamland Productions. Muchos de los dreamlanders originales eran vecinos de Waters de su nativa Baltimore, clientes habituales de Hollywood Bakery y Pete's Hotel, y estudiantes de diseño de la Johns Hopkins University.
Aunque Waters ha mantenido gran parte de su equipo a lo largo de su carrera, no todos los dreamlanders participan en cada uno de sus filmes. Normalmente John Waters descubre un actor y sigue contando con él en sus siguientes filmes. El caso más notable es el de Mary Vivian Pearce la única dreamlander que aparece en todas y cada una de sus películas. Mink Stole ha aparecido en todas excepto en Hag in a Black Leather Jacket de 1964 y Eat Your Makeup, de 1967.
Para ser considerado un dreamlander no es condicio sine qua non tener una prolífica carrera como actor a las órdenes de John Waters, basta con haber participado en una o dos de éstas, siendo más o menos clara la adscripción underground, como la ex estrella del porno Traci Lords, que apareció en Cry-Baby (1990) y Los asesinatos de mamá (1994) o Danny Mills, con su única participación en Pink Flamingos (1972).
- Divine
- Patricia Hearst
- Ricki Lake
- David Lochary
- Traci Lords
- Susan Lowe
- Edith Massey
- Cookie Mueller
- Mary Vivian Pearce
- Liz Renay
- Channing Wilroy
- Jean Hill
- Maelcum Soul
- Mink Stole
- Alan Wendl

| Actor              | Mondo Trasho (1969) | Multiple Maniacs (1970) | Pink Flamingos (1972) | Female Trouble (1974) | Desperate Living (1977) | Polyester (1981) | Hairspray (1988) | Cry-Baby (1990) | Serial Mom (1994) | Pecker (1998) | Cecil B. Demented (2000) | A Dirty Shame (2004) |
| ------------------ | ------------------- | ----------------------- | --------------------- | --------------------- | ----------------------- | ---------------- | ---------------- | --------------- | ----------------- | ------------- | ------------------------ | -------------------- |
| Divine             | X                   | X                       | X                     | X                     |                         | X                | X                |                 |                   |               |                          |                      |
| Patricia Hearst    |                     |                         |                       |                       |                         |                  |                  | X               | X                 | X             | X                        | X                    |
| Ricki Lake         |                     |                         |                       |                       |                         |                  | X                | X               | X                 |               | X                        | X                    |
| David Lochary      | X                   | X                       | X                     | X                     |                         |                  |                  |                 |                   |               |                          |                      |
| Traci Lords        |                     |                         |                       |                       |                         |                  |                  | X               | X                 |               |                          |                      |
| Susan Lowe         | X                   | X                       |                       | X                     | X                       | X                | X                | X               | X                 | X             | X                        |                      |
| Edith Massey       |                     | X                       | X                     | X                     | X                       | X                |                  |                 |                   |               |                          |                      |
| Cookie Mueller     |                     | X                       | X                     | X                     | X                       | X                |                  |                 |                   |               |                          |                      |
| Mary Vivian Pearce | X                   | X                       | X                     | X                     | X                       | X                | X                |                 | X                 | X             | X                        | X                    |
| Liz Renay          |                     |                         |                       |                       | X                       |                  |                  |                 |                   |               |                          |                      |
| Mink Stole         | X                   | X                       | X                     | X                     | X                       | X                | X                | X               | X                 | X             | X                        | X                    |
| Susan Walsh        | X                   | X                       | X                     | X                     |                         |                  |                  |                 |                   |               |                          |                      |
| Channing Wilroy    |                     |                         | X                     | X                     | X                       |                  |                  |                 |                   | X             | X                        | X                    |